# Champs-sur-Tarentaine-Marchal
Champs-sur-Tarentaine-Marchal är en kommun i departementet Cantal i regionen Auvergne-Rhône-Alpes i mitten av Frankrike. Kommunen ligger  i kantonen Champs-sur-Tarentaine-Marchal som ligger i arrondissementet Mauriac. År 2022 hade Champs-sur-Tarentaine-Marchal 1 028 invånare.

## Befolkningsutveckling
Antalet invånare i kommunen Champs-sur-Tarentaine-Marchal
Referens:INSEE